# Meioneta montana
Meioneta montana là một loài nhện trong họ Linyphiidae.
Loài này thuộc chi Meioneta. Meioneta montana được Alfred Frank Millidge miêu tả năm 1991.